# Фабрика звёзд (Молдова)
«Fabrica de Staruri» («Фабрика де Старурь» с употреблением англицизма «стар» в значении звезда) — первый проект «Фабрики звёзд» в Молдавии, а также первое реалити-шоу страны. Проект стартовал 14 декабря 2008 год и завершился 15 марта 2009 года. Победитель — Дмитрий Спыну.

## Особенности
Молдавский проект представляет собой комбинацию известных в России программ «Большой брат» и «Фабрика звёзд». Специальными гостями передачи стали звёзды российской эстрады (группа «Серебро»), а также некоторые звезды румынского телевидения.

### Освещение
Проект транслировался в вечернее время на телеканале «Прайм» (Первый канал в Молдове), а также на телеканале «2 Плюс». Еженедельные заключительные концерты по воскресеньям показывал «Прайм», а на следующий день в повторе на «2 Плюс». Данное событие широко освещалось прессой и СМИ обеих стран, в Молдавии также и русскоязычными каналами и изданиями такими как газета «Антенна», Кишинёвские Ведомости, в электронной сети и др.

### Языки
Проект вёлся на государственном молдавском (румынском) языке, однако значительно количество информации о проекте также предоставлено на русском. При этом организаторы проекта предусмотрели исполнение песен на различных языках, среди которых выделяются русский, молдавский (румынский) и английский. При отборе конкурсантов предпочтение было отдано голосам и талантам, а не национальной принадлежности.

### Отбор конкурсантов
16—19 октября в Кишиневе проходили кастинги на проект «Фабрика звезд» Молдавии. Также отбор конкурсантов проводился в трёх других городах Молдавии: Кагул, Комрат и Бельцы. Для участия в конкурсе было необходимо наличие молдавского гражданства. Средний возраст соискателей составлял 22 года, допускались участники от 18 до 28 лет. Для участия в самом проекте было отобрано 16 участников.

## Руководители проекта
- Николай Кожокару — пиар-руководитель проекта.
- Режиссёр программы — Анджей Агарков.
- Андрея Райку — соведущая проекта, известная румынская актриса.
- Максим Косьянов — управляющий директор.

## Участники
- Александр Манчу
- Ванос Веретос (в прошлом - известный порноактер)